# آلکای (هوانوکو)
آلکای (به اسپانیایی: Alcay) یک کوه در پرو است که در منطقه اوانوکو واقع شده‌است. آلکای ۵٬۳۰۰ متر بالاتر از سطح دریا واقع شده‌است.